# Entalpia di fusione
L'entalpia di fusione, {\displaystyle \Delta _{\textrm {fus}}H(T,p)}, è la variazione di entalpia di una sostanza quando avviene la transizione di fase da solido a liquido.
{\displaystyle {\ce {A (s) -> A (l)}}}
{\displaystyle \Delta _{\mathrm {fus} }H=H(\mathrm {l} )-H(\mathrm {s} )}
Corrisponde al calore latente del processo di fusione a pressione costante.
L'entalpia di fusione molare {\displaystyle \Delta _{\textrm {fus}}{\hat {H}}(T,p)}, espressa, nel SI, in kJ/mol, è la variazione di entalpia di una mole di una sostanza solida che va incontro a fusione.
Di seguito viene riportata una tabella per alcuni elementi e composti molecolari, indicante anche i valori della temperatura di fusione (in kelvin) alla pressione standard (100000 Pa, 1 bar).
| Elemento            | {\displaystyle T_{\textrm {fus}}[{\textrm {K}}]} | {\displaystyle \Delta _{\textrm {fus}}{\hat {H}}^{\circ }[{\textrm {kJ}}\,{\textrm {mol}}^{-1}]} |
| ------------------- | ------------------------------------------------ | ------------------------------------------------------------------------------------------------ |
| Idrogeno            | 14,01                                            | 0,558                                                                                            |
| Litio               | 453,69                                           | 3                                                                                                |
| Sodio               | 370,87                                           | 2,60                                                                                             |
| Potassio            | 336,53                                           | 2,33                                                                                             |
| Rubidio             | 312,46                                           | 2,19                                                                                             |
| Cesio               | 301,59                                           | 2,09                                                                                             |
| Berillio            | 1 560                                            | 7,95                                                                                             |
| Magnesio            | 923                                              | 8,7                                                                                              |
| Calcio              | 1 115                                            | 8,54                                                                                             |
| Stronzio            | 1 050                                            | 8                                                                                                |
| Bario               | 1 000                                            | 8,0                                                                                              |
| Scandio             | 1 814                                            | 16                                                                                               |
| Ittrio              | 1 799                                            | 11,4                                                                                             |
| Lantanio            | 1 193                                            | 6,2                                                                                              |
| Titanio             | 1 941                                            | 18,7                                                                                             |
| Zirconio            | 2 128                                            | 21                                                                                               |
| Afnio               | 2 506                                            | 25,5                                                                                             |
| Vanadio             | 2 183                                            | 22,8                                                                                             |
| Niobio              | 2 750                                            | 26,8                                                                                             |
| Tantalio            | 3 290                                            | 36                                                                                               |
| Cromo               | 2 180                                            | 20,5                                                                                             |
| Molibdeno           | 2 896                                            | 36                                                                                               |
| Tungsteno           | 3 695                                            | 35                                                                                               |
| Manganese           | 1 519                                            | 13,2                                                                                             |
| Tecnezio            | 2 430                                            | 23                                                                                               |
| Renio               | 3 459                                            | 33                                                                                               |
| Ferro               | 1 811                                            | 13,8                                                                                             |
| Rutenio             | 2 607                                            | 25,7                                                                                             |
| Osmio               | 3 306                                            | 31                                                                                               |
| Cobalto             | 1 768                                            | 16,2                                                                                             |
| Rodio               | 2 237                                            | 21,7                                                                                             |
| Iridio              | 2 739                                            | 26                                                                                               |
| Nichel              | 1 728                                            | 17,2                                                                                             |
| Palladio            | 1 828,05                                         | 16,7                                                                                             |
| Platino             | 2 041,4                                          | 20                                                                                               |
| Rame                | 1 357,77                                         | 13,1                                                                                             |
| Argento             | 1 234,93                                         | 11,3                                                                                             |
| Oro                 | 1 337,33                                         | 12,5                                                                                             |
| Zinco               | 692,68                                           | 7,35                                                                                             |
| Cadmio              | 594,22                                           | 6,3                                                                                              |
| Mercurio            | 234,32                                           | 2,29                                                                                             |
| Boro                | 2 349                                            | 50                                                                                               |
| Alluminio           | 933,47                                           | 10,7                                                                                             |
| Gallio              | 302,91                                           | 5,59                                                                                             |
| Indio               | 429,75                                           | 3,26                                                                                             |
| Tallio              | 577                                              | 4,2                                                                                              |
| Silicio             | 1 687                                            | 50,2                                                                                             |
| Germanio            | 1 211,4                                          | 31,8                                                                                             |
| Stagno              | 505,08                                           | 7,0                                                                                              |
| Piombo              | 600,61                                           | 4,77                                                                                             |
| Azoto               | 63,05                                            | 0,719                                                                                            |
| Fosforo             | 317,3                                            | 0,64                                                                                             |
| Composto            | {\displaystyle T_{\textrm {fus}}[{\textrm {K}}]} | {\displaystyle \Delta _{\textrm {fus}}{\hat {H}}^{\circ }[{\textrm {kJ}}\,{\textrm {mol}}^{-1}]} |
| Acqua               | 273,15                                           | 6,008                                                                                            |
| Anidride carbonica  | 217,0                                            | 8,33                                                                                             |
| Ammoniaca           | 195,4                                            | 5,652                                                                                            |
| Acido solforico     | 283,5                                            | 2,56                                                                                             |
| Solfuro di idrogeno | 187,6                                            | 2,377                                                                                            |
| Solfuro di carbonio | 161,2                                            | 4,36                                                                                             |
| Metano              | 90,68                                            | 0,941                                                                                            |
| Etanolo             | 158,7                                            | 4,60                                                                                             |
| Metanolo            | 175,2                                            | 3,16                                                                                             |
| Benzene             | 278,61                                           | 10,59                                                                                            |